# Rzepczyno
Rzepczyno [ʐɛpˈt͡ʂɨnɔ] (Repzin của Đức) là một ngôi làng thuộc khu hành chính của Gmina Brzeżno, thuộc quận Świdwin, West Pomeranian Voivodeship, ở phía tây bắc Ba Lan. Nó nằm khoảng 10 km (6 mi) về phía nam của Świdwin và 88 km (55 mi) về phía đông của thủ đô khu vực Szczecin.